# Kolofon (miasto)
Kolofon (gr. Κολοφών Kolophon, łac. Colophon) – greckie miasto w Jonii położone u ujścia rzeki Kaystros. 
Założone prawdopodobnie przez synów ateńskiego króla Kodrosa w XI wieku p.n.e. W starożytności wymieniane jako jedno z prawdopodobnych miejsc narodzin Homera. W Kolofonie zaliczanym do największych miast jońskich i dysponującym własnym portem Notion, czynna była mennica emitująca lokalną monetę.

## Postacie związane z miastem
- Antymachos z Kolofonu
- Fojniks z Kolofonu
- Hennesianaks z Kolofonu
- Ksenofanes
- Mimnermos z Kolofonu
- Nikander